# 인도의 교육
인도의 교육은 주로 중앙, 주, 지방의 세 가지 수준에서 정부의 지휘를 받는 국영 공교육 시스템에 의해 관리된다. 인도 헌법 과 2009년 아동의 자유 및 의무 교육에 대한 권리에 관한 여러 조항에 따라 무료 및 의무 교육은 6~14세 어린이에게 기본적인 권리로 제공된다. 인도의 공립 학교 수와 사립학교 수의 대략적인 비율은 10:3이다.
인도의 교육은 유아교육, 초등교육, 중등교육, 고등교육, 직업교육 등 다양한 수준과 유형의 학습을 다루고 있다. 이는 위치(도시 또는 시골), 성별, 계급, 종교, 언어 및 장애와 같은 다양한 요인에 따라 크게 다르다.
인도의 교육은 접근성 및 품질 개선, 격차 및 중퇴 감소, 등록 및 이수율 증가, 학습 결과 및 고용 가능성 향상, 거버넌스 및 책임 강화, 혁신 및 기술 촉진, 코로나19의 영향 해결 등 많은 도전과 기회에 직면해 있다. 이는 국가 교육 정책 2020, Samagra Shiksha Abhiyan, Rashtriya Madhyamik Shiksha Abhiyan, Midday Meal Scheme, Beti Bachao Beti Padhao Scheme 및 National Digital과 같은 국가 및 주 차원의 다양한 정책 및 프로그램의 영향을 받는다. 교육 아키텍처. 또한 유니세프, 유네스코, 세계은행, 시민사회단체, 학술기관, 민간단체, 언론 매체 등 다양한 이해관계자와 파트너의 지원을 받고 있다.

## 교육 시스템
1976년까지 인도 헌법에 따라 학교 교육은 국가 과목이었다. 주정부는 교육 정책을 수립하고 시행하는 데 있어 전적인 관할권을 갖고 있다. 1976년 인도 헌법 제42차 수정안이 통과된 후 교육은 병행 목록에 포함되었다. 이를 통해 주 정부가 이러한 프로그램을 시행하는 데 있어 광범위한 자율성을 계속 행사하더라도 중앙 정부는 교육 정책과 프로그램을 권장할 수 있었다 . 현재 28개 주와 8개 연방 영토로 구성된 인도만큼 큰 국가에서는 학교 교육과 관련된 정책, 계획, 프로그램 및 이니셔티브 측면에서 주마다 엄청난 차이가 발생했다. 국가 차원의 프로그램 및 정책 수립을 안내하기 위해 국가 정책 체계가 정기적으로 만들어진다. 대부분의 초·상급 초등학교는 주정부와 지방자치단체가 운영하고 있으며, 정부가 운영하는 초등학교도 늘어나고 있다. 동시에 민간 기관이 관리하는 수와 비율도 증가하고 있다. 2005~2006년 초등교육(1~8학년)을 제공하는 학교의 83.13%가 정부에서 관리되었고, 학교의 16.86%가 민간 관리 하에 있었다(인정되지 않은 학교, 교육 보장 제도에 따라 설립된 학교 및 대안 학습 센터에 있는 학교 제외). . 사립학교 중 1/3은 '보조' 학교이고 2/3는 '비보조' 학교이다. 1~8학년 등록은 공립학교와 사립학교가 73:27의 비율로 공유한다. 그러나 농촌 지역에서는 이 비율이 더 높고(80:20) 도시 지역에서는 훨씬 낮다(36:64).
2011년 인구 조사에 따르면 인구의 약 73%가 글을 읽고 쓸 줄 알았으며, 그 중 남성이 81%, 여성이 65%였다. 통계청 조사에 따르면 2017~2018년 문해력은 77.7%, 남성은 84.7%, 여성은 70.3%였다.  이는 각각 41%, 53%, 29%였던 1981년과 비교된다. 1951년에는 그 비율이 18%, 27%, 9%였다. 인도의 향상된 교육 시스템은 종종 경제 발전 의 주요 기여자 중 하나로 인용된다. 특히 고등교육과 과학 연구 분야의 많은 발전은 다양한 공공기관의 공로로 이루어졌다. 고등교육 등록률은 지난 10년 동안 꾸준히 증가하여 2019년 총 등록률(GER)이 26.3%에 도달했지만, 선진국의 고등교육 등록 수준을 따라잡기에는 여전히 상당한 거리가 남아 있다. 인도의 비교적 젊은 인구로부터 계속해서 인구통계학적 이익을 얻기 위해 극복해야 할 과제이다.
사립학교에 대한 수요는 수년에 걸쳐 증가해 왔다.  사립학교 성장의 가장 중요한 동인이 무엇인지에 대한 합의는 아직 나타나지 않았지만, 일부 저자들은 이를 영어 교육에 대한 더 높은 수요 , 공립학교 교육의 질에 대한 불만, 사립학교의 가격이 더 저렴하고, 공립학교에서 선호하는 학문 분야를 이용할 수 없다 . 2009년 교육권(RTE)법이 채택된 이후 사립학교는 '정부 승인'을 받아야 했다. 사립학교는 특정 조건을 충족하면 정부 인정을 받을 수 있다.
인도에는 초등 및 중등 수준에서 정부가 운영하는 학교를 보완하는 대규모 사립 학교 시스템이 있으며, 6~14세 그룹의 학생 중 29%가 사립 교육을 받고 있다. 특정 고등 기술 학교 도 사립이다. 인도 사교육 시장은 450달러의 매출을 올렸다. 2008년에는 100만 달러, 미화 40달러가 될 것으로 예상된다.
2012년 연간 교육 현황 보고서(ASER)에 따르면, 6~14세 사이의 모든 농촌 어린이 중 96.5%가 학교에 등록했다. 이는 96% 이상의 등록률을 보고하는 네 번째 연례 조사이다. 인도는 2007년부터 2014년까지 이 연령대 학생의 평균 등록률을 95%로 유지했다. 그 결과, 학교에 등록하지 않은 6~14세 학생의 수가 2018학년도에 2.8%로 감소했다(ASER 2018). 2013년의 또 다른 보고서에 따르면 인도의 다양한 공인 도시 및 농촌 학교(Class I에서 XII까지)에 등록된 학생 수는 2억 2900만 명으로 2.3명이 증가한 것으로 나타났다. 2002년 총 등록 학생 수는 100만 명에 달했으며 여학생 등록은 19% 증가했다. 양적으로 인도는 보편적 교육에 점점 더 가까워지고 있지만, 특히 정부가 운영하는 학교 시스템에서 교육의 질에 대해 의문이 제기되었다. 95% 이상의 어린이가 초등학교에 다니는 반면, 인도 청소년의 40%만이 중등학교(9~12학년)에 다니고 있다. 2000년 이후 세계은행은 2달러 이상을 약속했다. 인도 교육에 10억 달러. 품질이 낮은 이유 중 일부는 매일 약 25%의 교사가 부재한다는 점이다. 인도에서는 이러한 학교를 식별하고 개선하기 위해 시험 및 교육 평가 시스템을 도입했다. 인권 측정 이니셔티브(Human Rights Measurement Initiative)는 인도가 교육권을 위해 자국 소득 수준에서 달성해야 하는 수준의 79.0%만을 달성하고 있는 것으로 나타났다.
인도에는 사립학교가 있지만 무엇을 가르칠 수 있는지, 어떤 형태로 운영할 수 있는지(공인 교육 기관을 운영하려면 비영리 학교여야 함) 및 기타 운영 측면에서 엄격한 규제를 받는다. 따라서 공립학교와 사립학교의 구분이 오해를 불러 일으킬 수 있다. 그러나 Geeta Gandhi Kingdon의 보고서: 인도의 공립학교 비움과 사립학교의 성장이라는 제목의 보고서에서는 합리적인 교육 정책 수립을 위해서는 규모에 따른 다양한 변화 추세를 고려하는 것이 중요하다고 말한다. 인도의 사립 및 공립 교육 부문. 이러한 추세를 무시하면 정책/법률이 부실해질 위험이 있으며 어린이 교육에 부정적인 영향을 미칠 수 있다.
2019년 1월 기준으로 인도에는 900개 이상의 대학교와 40,000개 이상의 단과대학이 있다. 인도의 고등 교육 시스템에서는 역사적으로 불리한 계층, 지정 부족 및 기타 후진 계층을 위한 차별 철폐 조치 정책에 따라 상당한 수의 좌석이 예약되어 있다. 대학, 대학교 및 중앙 정부 산하 유사한 기관에서는 이러한 소외 계층에 대해 최대 50%의 예약이 적용되며, 주 차원에 따라 달라질 수 있다. 마하라슈트라는 2014년에 73%의 예약률을 기록했는데, 이는 인도에서 가장 높은 예약률이다.

## 역사
인도의 조기교육은 입문 후 구루(Guru )나 교사(preceptor)의 감독 하에 시작되었다. 교육은 Gurukula를 통해 전달되었다. 전문가와 그의 Shishya(학생/제자) 사이의 관계는 교육에서 매우 중요한 부분이었다. 탁샤실라 (현대 파키스탄)는 기원전 8세기까지 거슬러 올라가는 인도의 고대 고등 교육 기관의 한 예이다. 그러나 그곳에 거주하는 교사들이 특정 대학의 정식 회원이 아니었을 수도 있고, 전용 강의실과 기숙사가 존재하지 않았던 것으로 보이기 때문에, 이곳을 현대적 의미에서 대학으로 볼 수 있는지 여부는 논란의 여지가 있다. 인도 동부의 Nalanda 대학 과 달리 Taxila의 숙소. 날란다는 현대적인 의미의 대학으로 볼 때 세계에서 가장 오래된 대학 교육 시스템이었으며 그곳의 모든 과목은 팔리어로 가르쳤다.
세속 기관은 불교 수도원을 따라 생겨났다. 이 기관들은 의학 연구와 같은 실용적인 교육을 제공했다. 기원전 500년부터 서기 400년 사이에 수많은 도시 학습 센터가 점점 눈에 띄게 되었다. 중요한 도시 학습 중심지로는 Nalanda (현대 Bihar ), Vikramashila 및 Odantapuri 등이 있다. 이들 기관은 체계적으로 지식을 전달하고 많은 외국 학생들을 끌어들여 불교 빨리어 문학, 논리학, 빨리어 문법 과 같은 주제를 공부하도록 했다. 브라만 교사인 차나키아는 마우리아 제국 건국과 관련된 가장 유명한 교사 중 한 명이었다.
Shramanas와 Brahmanas는 역사적으로 학생이나 보호자에게 수수료를 부과하거나 자금을 조달하는 대신 기부를 통해 교육을 제공했다. 사원도 교육의 중심지가 되었다. 종교 교육은 필수였지만 세속 과목도 가르쳤다. 학생들은 브라흐마카리스나 금욕주의자가 되어야 했다. 이러한 질서의 지식은 종종 사회의 한 부분이 수행해야 하는 업무와 관련이 있었다. 예술, 공예, Ayurveda, 건축을 배웠다.
인도에 이슬람교가 도래하면서 전통적인 교육 방법은 점차 이슬람교의 영향을 받게 되었다. Qutb-ud-din Aybak 와 같은 무굴 이전 통치자와 기타 무슬림 통치자들은 종교적 지식을 전달하는 기관을 시작했다. Nizamuddin Auliya 및 Moinuddin Chishti 와 같은 학자들은 저명한 교육자가 되어 이슬람 수도원을 설립했다. 부하라와 아프가니스탄의 학생들이 인문학과 과학을 공부하기 위해 인도를 방문했다. 인도의 이슬람 교육 기관에는 이슬람이 이 지역에서 인도로 전파되기 전 페르시아와 중동이 물려받은 그리스 전통의 영향을 받아 문법, 철학, 수학, 법을 가르치는 전통적인 마드라사 와 막탑이  포함되었다. 이러한 전통적인 이슬람 교육의 특징은 과학과 인문학의 연결을 강조한다는 것이다.
영국의 통치와 그에 따른 교육 기관의 설립으로 영어가 교육 매체로 도입되었다. 일부 학교에서는 영어를 제2언어로 사용하여 모국어를 통해 커리큘럼을 가르쳤다. "전근대"라는 용어는 세 종류의 학교, 즉 이슬람교나 힌두교의 신성한 문학을 가르치는 아랍어 및 산스크리트어 학교와 페르시아 문학을 가르친 페르시아 학교를 가리키는 데 사용되었다. 인도 전역의 현지 학교에서는 현지 언어와 산수를 읽고 쓰는 것을 가르쳤다. 영국 교육은 1820년대에 선교 학교가 설립되면서 인도에 확고히 자리 잡았다.

### 18세기
다람팔은 인도의 식민지 이전 교육에 대한 이해를 바꾸는 데 중요한 역할을 했다. 다람팔의 주요 작품은 인도 식민 통치 기간 동안 인도 교육, 농업, 기술 및 예술에 대한 식민 정부의 문서를 기반으로 한다. 10년에 걸쳐 집중적으로 수행된 그의 선구적인 역사 연구는 봄베이, 벵골, 마드라스 대통령직은 물론 펀자브 지역의 토착 교육 기관이 널리 보급되어 매일 학교와 함께 정교한 커리큘럼을 가르치고 있다는 광범위한 초기 영국 행정가들의 보고서로부터 증거를 제공한다. 6~15세 어린이의 약 30%가 참석한다.
1818년 마라타 제국이 몰락하면서 인도의 많은 지역이 영국의 지배를 받게 되었다. 1820~30년 10년 동안 영국인은 해당 지역에 널리 퍼져 있던 원주민 교육 시스템에 대한 자세한 조사를 실시했다.

봄베이 대통령직 주지사 위원회의 회원인 GL Prendergast는 1821년 6월 27일 토착 학교에 대해 다음과 같이 기록했다.
"I need hardly mention what every member of the Board knows as well as I do, that there is hardly a village, great or small, throughout our territories, in which there is not at least one school, and in larger villages more; many in every town, and in large cities in every division; where young natives are taught reading, writing and arithmetic, upon a system so economical, from a handful or two of grain, to perhaps a rupee per month to the school master, according to the ability of the parents, and at the same time so simple and effectual, that there is hardly a cultivator or petty dealer who is not competent to keep his own accounts with a degree of accuracy, in my opinion, beyond what we meet with amongst the lower orders in our own country."

### 식민지 시대와 영어 교육
1835년 영국은 인도에서 영국 교육법을 통과시켰다. 이 법안은 모든 학교와 대학에서 영어를 공식적인 교육 매체로 만들었다. 이 법은 원주민 학교와 대중 교육을 모두 무시했다. 소수의 상류층 인디언만이 교육을 받아 정부와 대중을 연결하는 고리가 되었기 때문이다. 이 행위는 오늘날 매컬레이주의로 널리 알려져 있다.
"우리는 현재 우리와 우리가 통치하는 수백만 명의 사람들 사이에 통역자가 될 수 있는 계층, 즉 혈통과 피부색은 인도인이지만 취향, 의견, 도덕, 지성은 영국인 계층을 형성하기 위해 최선을 다해야 한다. .우리는 그 나라의 방언을 다듬고, 서구 명명법에서 차용한 과학 용어로 그 방언을 풍부하게 하고, 그것을 점차적으로 대중에게 지식을 전달하는 수단에 적합하게 만드는 일을 그 계층에 맡길 수 있다. "
사회학자 헤투카르 자(Hetukar Jha) 에 따르면, 이 법안은 마을과 마을에서 번성했던 토착 학교의 쇠퇴로 이어졌고, 동시에 1835년 영국의 정책은 교육 여과 이론에 유리하게 편향되어 진입을 상당 정도 차단했다. 중산층 이하.

### 독립 이후
1947년 인도 독립 이후 인도 정부는 인도 시골과 도시의 낮은 문맹률 문제를 해결하기 위해 다양한 프로그램을 후원했다. 인도의 초대 교육부 장관 인 마울라나 아불 칼람 아자드(Maulana Abul Kalam Azad)는 통일된 교육 시스템을 통해 전국의 교육에 대한 중앙정부의 강력한 통제를 구상했다.
연합 정부는 인도 교육 시스템을 현대화하기 위한 제안을 개발하기 위해 대학 교육 위원회(1948~1949), 중등 교육 위원회 (1952~1953), 대학 보조금 위원회 및 코타리 위원회(1964~66)를 설립했다. 과학 정책에 관한 결의안은 인도 최초의 총리인 자 와할랄 네루(Jawaharlal Nehru) 정부에 의해 채택되었다. 네루 정부는 인도 공과대학(Indian Institutes of Technology) 과 같은 고품질 과학 교육 기관의 개발을 후원했다. 1961년에 연합 정부는 교육 정책 수립 및 시행에 관해 연합과 주 정부에 조언을 제공하는 자치 조직으로 전국교육연구훈련협의회 (NCERT)를 구성했다.

### 2020
2019년 인도 교육부는 2019년 새로운 교육 정책 초안을 발표한 후 여러 차례 공개 협의를 거쳤다. 이는 필수 학습, 비판적 사고, 보다 전체적인 경험, 토론 기반 및 분석 기반 학습을 강화하기 위해 커리큘럼 내용을 줄이는 것에 대해 논의한다. 또한 어린이의 인지 발달을 기반으로 학생의 학습을 최적화하기 위한 노력의 일환으로 교육 과정과 교수법 구조를 10+2 시스템에서 5+3+3+4 시스템 설계로 개정하는 것에 대해서도 설명한다. 2020년 7월 29일 내각은 기존 인도 교육 시스템에 몇 가지 변화를 도입하기 위한 새로운 국가 교육 정책을 승인했다. 이 정책은 취학 전 교육을 보편적으로 만드는 것을 목표로 하며, 2025년까지 초등학교와 그 이후 모든 사람을 대상으로 기초적인 읽고 쓰기/산술 능력을 달성하는 데 특별히 중점을 두고 있다.

## 교육 단계

### 학교 교육
인도 중앙 정부와 주 정부가 모두 교육 정책을 제정하고 시행할 책임이 있다. 중앙 위원회와 대부분의 주 위원회는 "10+2" 교육 패턴을 한결같이 따른다. :3이 패턴에서는 학생 교육의 처음 10년은 학교에서 보내고, 후반 2년은 단기 대학(마하라슈트라 주에서 알려져 있음)이나 고등중등학교(대부분의 다른 주에서)에서 보낸다. :44추가 교육을 받고자 하는 학생들은 3년 동안 학사 학위를 취득한다. 처음 10년은 다시 8년의 초등교육(초등교육 5년, 중학교 3년), 중등교육 2년, 그 다음 고등중등학교 또는 단기 대학 2년으로 세분화된다. :5이 패턴은 1964~66년 교육 위원회의 권고에서 비롯되었다.
인도에는 두 가지 유형의 교육 기관이 있다. 1) 인정된 기관 – 대학이나 위원회에서 규정한 과정을 따르며 해당 당국의 검사도 받는 초등학교, 중등 학교, 특수 학교, 중학교, 대학, 2 ) 인정되지 않은 기관, 인정된 기관에 대해 명시된 조건을 충족하지 않는 기관.

### 관리 정책
교육 정책은 중앙정부와 주정부가 각각 국가 및 주 차원에서 준비한다. 1986년 NPE(국가 교육 정책)는 환경 인식, 과학 및 기술 교육을 제공하고 인도 중등 학교 시스템에 요가와 같은 전통적인 요소를 도입했다. 인도 중등학교 시스템의 중요한 특징은 사회의 소외된 계층을 포용하는 데 중점을 두고 있다는 것이다. 설립된 기관의 전문가들이 직업 훈련 지원을 요청하는 경우가 많다. 인도 중등학교 시스템의 또 다른 특징은 학생들이 자신이 선택한 직업을 찾는 데 필요한 기술을 습득할 수 있도록 직업 기반 직업 훈련을 강조한다는 것이다. 중요한 새로운 기능은 Rashtriya Madhyamik Shiksha Abhiyan 의 형태로 SSA를 중등 교육으로 확장한 것이다. Rashtriya Madhyamik Shiksha Abhiyan(RMSA)은 중등교육의 보편화(USE) 목표를 달성하기 위한 인도 정부의 가장 최근 계획이다. 이는 중등교육 수준을 X등급까지 확대하고 개선하는 것을 목표로 한다.

### 커리큘럼 및 학교 교육 위원회
NSDA( National Skill Development Agency )의 NSQF( National Skills Qualification Framework )는 공식 또는 비공식 수단을 통해 획득한 학습 결과를 기반으로 기술 수준을 평가하고 인정하는 품질 보증 프레임워크이다.
학교 위원회는 커리큘럼을 설정하고, 주로 10레벨 수준과 12레벨 수준에서 표준화 된 시험을 실시하여 학교 졸업장을 수여한다. 나머지 수준(교육 기간을 나타내는 표준, 학년 또는 학급이라고도 함)의 시험은 학교에서 실시한다.
- 국립 교육 연구 및 훈련 위원회 (NCERT): NCERT는 인도의 수도 뉴델리에 위치한 최고 기관이다. 이 위원회는 인도 전역의 학교 교육 커리큘럼을 감독한다.[1] NCERT는 인도 내 여러 학교에 지원, 안내 및 기술 지원을 제공하고 교육 정책 시행의 여러 측면을 감독한다.[2] 주별 커리큘럼을 관리하는 커리큘럼 기관은 SCERT로 알려져 있다.
- 주 정부 교육 위원회: 대부분의 주 정부에는 중등 교육을 감독하는 주 교육 위원회가 하나 이상 있다. 그러나 안드라프라데시 주와 같은 일부 주에는 두 개 이상의 교육 위원회가 있으며, 찬디가르, 다드라 및 나가르 하벨리, 다만 및 디우, 락샤드윕, 푸두체리와 같은 연합 지역에는 교육 위원회가 없고 대신 더 큰 주와 서비스를 공유한다. 교육 위원회는 소속 학교의 1학년부터 12학년까지의 커리큘럼을 정한다. 커리큘럼은 주마다 다르며 영어 외에도 지역 언어로 시험을 치르는 등 지역적 특색이 있으며, 종종 CBSE나 ICSE/ISC와 같은 국가 커리큘럼보다 덜 엄격하게 여겨지기도 한다. 대부분 10급과 12급 시험을 실시하지만 일부는 5급과 8급 시험을 실시하기도 한다.
- 중앙 중등 교육 위원회 (CBSE): CBSE는 산하 학교의 9학년부터 12학년까지의 커리큘럼을 설정하고 10학년과 12학년 레벨의 시험을 실시한다. CBSE 커리큘럼을 공부하는 학생들은 10학년 말에 전인도 중등 학교 시험(AISSE)을, 12학년 말에 전인도 고등 학교 인증 시험(AISSCE)을 치른다. 시험은 힌디어와 영어로 제공된다.
- 주 정부 교육 위원회: 대부분의 주 정부에는 중등 교육을 감독하는 주 교육 위원회가 하나 이상 있다. 그러나 안드라프라데시 주와 같은 일부 주에는 두 개 이상의 교육 위원회가 있으며, 찬디가르, 다드라 및 나가르 하벨리, 다만 및 디우, 락샤드윕, 푸두체리와 같은 연합 지역에는 교육 위원회가 없고 대신 더 큰 주와 서비스를 공유한다. 교육 위원회는 소속 학교의 1학년부터 12학년까지의 커리큘럼을 정한다. 커리큘럼은 주마다 다르며 영어 외에도 지역 언어로 시험을 치르는 등 지역적 특색이 있으며, 종종 CBSE나 ICSE/ISC와 같은 국가 커리큘럼보다 덜 엄격하게 여겨지기도 한다. 대부분 10급과 12급 시험을 실시하지만 일부는 5급과 8급 시험을 실시하기도 한다.
- 중앙 중등 교육 위원회 (CBSE): CBSE는 산하 학교의 9학년부터 12학년까지의 커리큘럼을 설정하고 10학년과 12학년 레벨의 시험을 실시한다. CBSE 커리큘럼을 공부하는 학생들은 10학년 말에 전인도 중등 학교 시험(AISSE)을, 12학년 말에 전인도 고등 학교 인증 시험(AISSCE)을 치른다. 시험은 힌디어와 영어로 제공된다.
- 인도 학교 인증 시험 위원회 (CISCE): CISCE는 산하 학교의 1학년부터 12학년까지의 커리큘럼을 정하고 인도 중등 교육 자격증(ICSE - 10학년), 인도 학교 자격증(ISC - 12학년), 직업 교육 자격증(CVE - 12학년) 등 세 가지 시험을 실시한다. CISCE 영어 레벨은 영국의 A-레벨과 비교되어 왔으며, 더 많은 과목 선택권을 제공한다. 10학년과 12학년의 CBSE 시험은 각각 ICSE 및 ISC 시험과 비교되는 경우가 많다. ICSE는 일반적으로 CBSE AISSE(10학년)보다 더 엄격하다고 여겨지지만, CBSE AISSCE와 ISC 시험은 대부분의 과목에서 거의 동등하며, ISC는 CBSE 12학년 시험보다 약간 더 엄격한 영어 시험이 포함되어 있다. CBSE와 ISC는 국제적으로 인정받고 있으며, 해외 대부분의 대학에서 입학 및 중등 학교 수료 증명으로 CBSE와 ISC 시험의 최종 결과를 인정한다.
- 국립 오픈 스쿨링 연구소 (NIOS): NIOS는 중등 시험과 고등 시험(인도 전역)의 두 가지 시험을 실시하며, 직업 교육 과정도 일부 운영한다. 국립 교육 위원회는 인도 인적자원 개발부 (MHRD)가 운영하는 기관으로, 농촌 지역과 소외 계층에 개방형 및 원격 교육 방식으로 교육을 제공한다. 양질의 저렴한 교육을 제공하기 위해 CBSE에서 시작한 시범 프로젝트는 12학년까지 학생들을 교육한다. 과목 선택은 고도로 맞춤화 할 수 있으며 과목은 CBSE 과목과 동일한다. 홈스쿨링 학생은 일반적으로 CBSE 또는 ISC 시험을 치를 자격이 없으므로 NIOS 또는 국제 커리큘럼 시험을 치른다.
- 힌두교, 베다 및 산스크리트어 교육: 마하르시 산디파니 라쉬트리야 베다 산스크리트 식샤 위원회(MSRVSSB)는 국가 수준의 학교 교육 위원회로, 산하 학교 학생들에게 베다 부샨 (10급) 및 베다 비브쉬산 (12급) 자격증을 수여한다. MSRVSSB 인증서는 인도 대학협회 (AIU)와 인도 대학협회 (AICTE)의 인증을 받아 다른 고등 교육 기관에 진학할 수 있는 자격을 인정받는다. 학생들은 현대 과목과 함께 힌두교 경전, 베다, 우니샤드, 아유르베다, 산스크리트어 등도 배우게 된다. 인도 정부는 다른 기관에서 운영하는 베다 및 산스크리트어 학교와 제휴하고 인정할 수 있는 법적 권한을 MSRVSSB에 부여했다. MSRVSSB는 이미 여러 베다 학교를 운영하고 있는 마하리시 산디파니 라쉬트리야 베드 비디야 프라티쉬탄 (MSRVVP)에서 운영하며, 다른 기관에서 운영하는 학교도 MSRVSSB에서 인증한다.
- 이슬람 마드라사: 이사회는 지역 주 정부에 의해 통제되거나 자율적으로 운영되거나 Darul Uloom Deoband 또는 Darul Uloom Nadwtul Ulama에 소속되어 있다.
- 자율 학교: 우드스탁 스쿨, 스리 오로빈도 국제 교육 센터 푸두체리, 파타 바반, 아난다 마르가 구루쿨라 등이 있다.
- 국제 바칼로레아 (IB) 및 캠브리지 국제 시험 (CAIE): 일반적으로 인도 교육청 중 한 곳과 이중으로 제휴하고 국제 바칼로레아 (IB) 프로그램 및 캠브리지 국제 시험 (CAIE)과 제휴하는 사립 학교이다.
- 10학년과 12학년을 제공하는 국제 학교

### 정오 급식 제도
정오 급식 제도(Midday Meal Scheme) 인도 정부가 전국 학령기 아동의 영양 상태를 개선하기 위해 고안한 학교 급식 프로그램이다., 지역 기관, 교육 보장 계획, 대체 혁신 교육 센터, Sarva Shiksha Abhiyan이 지원하는 Madarsa 및 Maqtabs, 노동부가 운영하는 전국 아동 노동 프로젝트 학교. 1,265,000개가 넘는 학교와 교육 보장 제도 센터에서 1억 2천만 명의 어린이에게 서비스를 제공하는 이 센터는 세계 최대 규모 중 하나다.
가난한 아이들의 건강과 교육을 개선한다는 두 가지 목표를 가지고 인도는 정부와 정부 지원 초등학교에 정오 식사(MDM)를 제공하는 야심찬 계획에 착수했다. 이 제도의 행정적, 물류적 책임은 엄청나므로 대상 수혜자에게 식품권이나 소득 이전을 제공하는 것이 대안으로 고려된다.
환영받는 움직임으로 인도 정부는 코로나19로 인한 전국 봉쇄 및 학교 폐쇄 기간 동안 어린이들에게 계속 영양을 공급하기 위해 정오 식사 계획에 대한 특별 할당을 실시했다. 그러나 많은 전문가들은 팬데믹 상황에서 MDM의 실제 구현과 학교 어린이들에게 전달되는 실제 이점에 대해 서로 다른 의견을 가지고 있다.
또한 NUEPA(국립교육기획행정대학교)와 NCTE(전국교사교육협의회)가 교육 시스템 및 교사 인증 관리를 담당하고 있다.

## 학교 교육 수준

### 취학 전 교육
취학 전 단계는 어린이의 지식, 기술 및 행동의 기초이다. 취학 전 교육이 끝나면 아이들은 초등 단계로 보내지지만 인도에서 취학 전 교육은 기본권이 아니다. 인도 시골 지역의 작은 마을에는 유아원 학교가 거의 없다. 그러나 도시와 대도시에는 취학 전 교육 부문에 확고한 역할을 하는 업체가 많이 있다. 유아원에 대한 수요는 작은 마을과 도시에서 상당히 증가하고 있지만 여전히 6세 미만 인구의 1%만이 유아원 교육에 등록되어 있다.
- 놀이그룹(유치원): 플레이스쿨에서 아이들은 스스로 음식 먹기, 옷 입기, 청결 유지 등 자립 능력을 키우고 더 빨리 자립하는 데 도움이 되는 다양한 기본 학습 활동에 노출된다. 유아원 입학 연령 제한은 2~3세이다. Anganwadi 는 정부가 지원하는 무료 농촌 보육 및 Mothercare 영양 및 학습 프로그램으로 무료 정오 식사 계획 도 포함하고 있다.[69]
- 유아반: 유아반 수준의 활동은 아이들이 자신의 재능을 펼치고 정신적, 육체적 능력을 갈고 닦을 수 있도록 도와준다. 어린이집 입학 연령 제한은 3~4세이다.
- 저유치원(Lower Kindergarten): 주니어유치원(Jr.kg) 단계. LKG 입학 연령 제한은 4~5세이다.
- 상급유치원: 상급유치원이라고도 한다.) 단계. UKG 입학 연령 제한은 5~6세이다.

LKG 및 UKG 단계에서는 아이들이 학교 및 대학 생활의 후기 단계에서 쉽게 지식을 습득할 수 있도록 정서적, 정신적, 사회적, 육체적으로 준비하고 돕는다. 인도에서는 유아를 더 잘 이해할 수 있도록 최선의 방법으로 지식을 전달하기 위해 체계적인 유치원 교육 과정을 따르고 있다. 쉽고 흥미로운 커리큘럼을 통해 교사는 아이들이 전체 학습 과정을 즐겁게 만들 수 있도록 열심히 노력한다.

### 초등교육
인도의 초등교육은 저학년(클래스 IV)과 고학년(중학교, 클래스 VI-VIII)의 두 부분으로 나뉜다. 인도 정부는 6~14세 아동을 대상으로 초등교육(Class I~VIII)을 강조하고 있다. 교육법은 주에서 정하기 때문에 초등학교 방문 기간은 인도 주마다 다르다. 인도 정부는 또한 어린이들이 위험한 노동 환경에 들어가지 않도록 하기 위해 아동 노동을 금지했다. 그러나 무상 교육과 아동 노동 금지 모두 경제적 격차와 사회적 여건으로 인해 시행하기 어려운 실정이다. 초등학교에서 인정받는 모든 학교의 80%가 정부가 운영하거나 지원하는 학교로, 미국 최대의 교육 제공자이다. 2011년 인도 정부가 발표한 수치에 따르면 인도에는 5,816,673명의 초등학교 교사가 있다. 2012년 March월 기준 </link></link> 인도에는 2,127,000명의 중등학교 교사가 있었다. 또한 2009년 아동의 무료 및 의무 교육에 대한 권리에 따라 6~14세 또는 VIII 등급까지의 어린이에게 교육이 무료로 제공되었다 학교 등록률은 증가했지만, 많은 어린이들이 읽고 쓰는 능력과 수리 능력이 부족한 상태로 학교를 떠난다. ASER는 2019년 인도 시골 지역의 5학년 학생 중 50%만이 표준 II 수준의 텍스트를 읽을 수 있고, 그 중 29%만이 기본 나눗셈을 할 수 있다고 보고했다.
그러나 자원 부족과 정치적 의지 부족으로 인해 이 시스템은 높은 학생 대 교사 비율, 인프라 부족, 교사 교육 수준 부족 등 엄청난 격차를 겪고 있다. 일부 학자들은 연속적인 정부가 더 많은 학교를 짓는 투자에 비해 인도의 교육 및 교육의 질을 높이는 데 대한 투자를 과소평가한 이유를 설명하기 위해 "가시성"이라는 개념을 사용했다. 학교 건설은 투표권을 가진 대중에게 더 "가시적"이며 쉽게 정부에 귀속된다. 더 잘 가르치기 위해 교사를 훈련하고 교육의 질을 높이는 것은 더욱 불확실한 일이며, 그 성공 여부는 어느 한 정부의 통제를 벗어난 요인에 의해 결정된다. 이는 정부가 "가시적"인 개입 영역에 자원을 집중하도록 장려한다 .
정부에서는 품질 향상을 위해 여러 가지 노력을 기울여 왔다. 지역 교육 활성화 프로그램(DERP)은 기존 초등 교육 시스템을 개혁하고 활성화하여 인도의 초등 교육을 보편화하려는 목표로 1994년에 시작되었다. DERP의 85%는 중앙 정부에서 자금을 지원하고 나머지 15%는 주에서 자금을 지원했다. DERP는 약 3.5개의 대안 교육을 제공하는 84,000개의 대안 교육 학교를 포함하여 160,000개의 새로운 학교를 열었다. 백만 명의 어린이가 유니세프와 기타 국제 프로그램의 지원을 받았다. "부패는 개발 자금을 유용하고, 정부의 기본 서비스 제공 능력을 약화 시키며, 불평등과 불의를 조장하고, 해외 투자와 원조를 저해함으로써 빈곤층에게 불균형적으로 해를 끼친다."(Kofi Annan, UN 협약 채택에 관한 성명서) 부패 방지 총회, 뉴욕, 2003년 11월). 2016년 1월, 케랄라는 읽기 쓰기 프로그램인 Athulyam을 통해 100% 초등 교육을 달성한 인도 최초의 주가 되었다.
이 초등교육 제도는 또한 일부 주에서 지난 3년 동안 93~95%의 높은 총 등록률을 보여주었다. 이 계획의 일환으로 여학생의 채용 및 등록에 있어서도 상당한 개선이 이루어졌다. 모두를 위한 교육의 보편화 계획은 세계에서 가장 큰 교육 계획 중 하나인 Sarva Shiksha Abhiyan이다. 학교 등록률은 증가했지만 학생들이 받는 교육의 질은 여전히 낮다. 문헌에 따르면 초등 및 중등 교육의 질적 결함의 가장 큰 원인 중 하나는 교사의 부재와 태만이다. 한 인기 있는 연구에서 연구자들은 인도의 주요 20개 주에 있는 3,700개 학교를 예고 없이 방문했는데, 그곳에서 평균적으로 공립 초등학교 교사의 25%가 매일 결석하는 것으로 나타났다.  또 다른 연구에서는 조사 대상 공립 초등학교에 교사의 4분의 3이 출석하고 있었지만 그 중 절반만이 교직을 맡은 것으로 나타났다.

### 중등교육
중등교육은 14~18세 어린이를 대상으로 하며, 그룹은 88.5명으로 구성된다. 2001년 인도 인구 조사 에 따르면 백만 명의 어린이가 있다. 중등교육의 마지막 2년은 종종 고등중등교육(HS), 고등중등교육, 중등교육 또는 간단히 "+2" 단계로 불린다. 중등교육의 두 부분은 각각 합격 증명서가 필요한 중요한 단계이므로 대학이나 전문 과정을 포함한 고등 교육을 받기 전에 교육 사역 산하 교육 위원회에 소속되어 있다.
UGC, NCERT, CBSE 및 ICSE 지침에는 표준화 시험에 응시하려는 응시자의 자격 연령이 명시되어 있다. 특정 학년도의 5월 30일까지 15세 이상인 사람은 중등학교 자격증 시험에 응시할 수 있으며, 같은 날짜에 17세 이상이면 고등중등 자격증 시험에 응시할 수 있다. 또한 고등중등 과정을 성공적으로 마치면 UGC 통제 하에 고등 교육에 지원할 수 있다고 명시되어 있다.
인도의 중등 교육은 코스 중심이 아닌 시험 중심이다. 학생들은 주로 중앙에서 관리하는 시험 중 하나를 준비하기 위해 등록하고 수업을 듣는다. 중등학교는 2개 부분(9~10학년과 11~12학년)으로 나누어 10학년과 12학년 말에 전국적으로 표준화된 시험(통칭 "위원회 시험"이라고 함)을 치른다. 10학년 시험 결과는 중등학교, 예비 대학 프로그램, 직업학교나 기술학교의 11~12학년 입학에 사용될 수 있다. 12학년 위원회 시험에 합격하면 중등학교 수료증이 수여되며, 이는 국내 또는 전 세계의 직업 학교나 대학에 입학하는 데 사용될 수 있다.
인도의 대부분의 학교는 예산 제약으로 인해 과목 및 일정 유연성을 제공하지 않는다. 예를 들어 인도의 학생들은 서로 다른 "흐름"의 일부이기 때문에 11~12학년의 화학 및 역사를 수강할 수 없는 경우가 많다. 사립 지원자(즉, 학교에서 공부하지 않는 사람)는 일반적으로 위원회 시험 등록 및 응시가 허용되지 않지만 NIOS와 같은 몇 가지 예외가 있다.
10학년 시험을 치르는 학생들은 일반적으로 5~6개 과목을 듣는다: 두 가지 언어(적어도 하나는 영어/힌디어), 수학, 과학(종종 물리, 화학, 생물학의 세 가지 별도 학문으로 가르치지만 단일 과목으로 평가됨) ), 사회과학(역사, 지리, 경제, 정치학 등 단일 과목으로 평가되는 4개 구성요소로 구성) 및 교사 수에 따라 선택 과목 1개를 선택한다. 선택 또는 선택 과목에는 컴퓨터 응용 프로그램, 상업, 회화, 음악 및 가정 과학이 포함되는 경우가 많다.\
12학년 시험을 치르는 학생들은 일반적으로 영어나 현지 언어가 필수인 5~6과목을 듣는다. 10학년 이후 대부분의 중등학교에 재등록하는 학생들은 언어 외에 "핵심 스트림"에서 과목을 선택해야 한다: 과학(수학, 생물학, 물리학, 화학, 컴퓨터 공학, 생명공학, 체육), 전공에 따라 상업(회계학, 경영학, 경제학, 기업가 정신, 정보학 실무, 마케팅, 소매, 금융 시장 관리) 또는 인문학(역사, 정치학, 사회학, 심리학, 지리학, 법학, 미술, 음악, 무용) 학교. 과학 계열의 학생들은 12학년에 수학을 단일 변수 미적분학까지 공부한다.
인도의 대부분의 명문 대학에서는 학생들에게 대학 입학을 위한 최종 중등 학교 시험에 합격하는 것 외에도 대학에서 주관하는 입학 시험을 통과하도록 요구한다. 일반적으로 학교 성적은 인도 대학 입학에 충분하지 않는다. 인기 있는 입학 시험으로는 JEE, NEET 및 최신 CUET가 있다.

## 학교의 종류

### 공립학교
인도 어린이의 대다수는 정부가 운영하는 학교에 다닌다. 14세까지의 어린이에게는 사회적, 경제적 교육이 무료로 제공된다. 2017년 교육부 데이터에 따르면 20개 주 전체 학교 학생 중 65.2%(1억 1,300만 명)가 공립학교에 다니는 것으로 나타났다(2017년경). 여기에는 주 정부와 지방 정부는 물론 중앙 정부가 운영하는 학교도 포함된다. 대규모 중앙 정부 운영 학교 시스템의 예로는 도시 지역의 Kendriya Vidyalaya, 영재 학생들을 위한 Jawahar Navodaya Vidyalaya, 취약한 SC/ST/OBC 학급에 속한 소녀들을 위한 Kasturba Gandhi Balika Vidyalaya, 그리고 인도 육군이 운영하는 인도 육군 공립학교가 있다.
Kendriya Vidyalaya 프로젝트는 인도 전역에 배치된 인도 중앙 정부 직원을 위해 시작되었다. 정부는 1965년에 Kendriya Vidyalaya 프로젝트를 시작하여 직원의 가족이 이동한 위치에 관계없이 동일한 강의 계획서를 따라 동일한 속도로 교육 기관에 균일한 교육을 제공했다.

### 정부 지원 사립 학교
이들은 일반적으로 정부로부터 부분 자금을 지원받는 자선 신탁 운영 학교이다. 가장 큰 규모의 지원 학교 시스템은 DAV 대학 관리 위원회 가 운영한다.

### 사립학교
한 조사 추정에 따르면, 2014년 인도 어린이의 29%가 사립 교육을 받았다. 50% 이상의 어린이가 도시 지역의 사립학교에 등록하고 있기 때문에 균형은 이미 도시의 사립학교로 기울어졌다. 시골 지역에서도 2004~2005년에는 거의 20%의 어린이가 사립학교에 등록했다.
대부분의 중산층 가족은 자녀를 사립학교에 보낸다. 주로 자신이 사는 도시에 있지만 기숙학교에도 보낸다. 영국의 인도 통치 이후 사립 학교가 설립되었으며, 첸나이의 세인트 조지 학교 는 인도에서 가장 오래된 사립 학교이다. 이러한 학교에서는 교육 매체가 영어인 경우가 많지만 힌디어 및 국가 공식 언어도 필수 과목으로 가르친다. 취학 전 교육은 대부분 일부 조직화된 체인이 있는 조직화된 동네 보육원으로 제한된다. 몬테소리 교육은 제2차 세계대전 중 마리아 몬테소리 가 인도에 머물렀기 때문에 인기가 높다. 2014년 첸나이의 상위 10개 유치원 중 4개가 몬테소리 학교였다.
많은 개인 소유 및 관리 학교는 델리 공립학교 또는 Frank Anthony 공립학교 와 같이 "공립"이라는 명칭을 사용한다. 이는 영국의 오래되고 비용이 많이 들며 독점적인 수수료를 지불하는 사립 사립학교 그룹인 영국 공립학교를 모델로 한다.
일부 연구에 따르면 사립학교는 공립학교의 단가의 배수로 우수한 결과를 제공하는 경우가 많다. 그 이유는 높은 목표와 더 나은 비전 때문이다. 그러나 다른 사람들은 사립학교가 가장 가난한 가정에게 교육을 제공하지 못하고 있으며 선택 학교는 전체 학교의 5분의 1에 불과하며 과거에는 규제에 대한 법원 명령을 무시했다고 주장했다. 같은 가족의 자녀 중 한 명은 사립학교에 다니고 다른 한 명은 정부 교육을 받는 연구에서는 성취도에 거의 차이가 없는 것으로 나타났다. 이로 인해 일부 분석가들은 일반적으로 사립학교가 달성한 더 나은 시험 점수는 주로 사립학교를 졸업한 아이들이 누리는 '배경 이점'의 결과라고 주장하게 되었다. 왜냐하면 사립학교는 정부 교육을 받은 또래보다 더 부유한 가정에서 나오는 경향이 있기 때문이다. 예를 들어, 그러한 이점에는 집에 더 많은 교육 자원이 있다는 것이 포함될 수 있다.
사립학교에서는 전체 커리큘럼을 다루며 과학 박람회, 일반 지식, 스포츠, 음악, 드라마 등 과외 활동도 제공한다는 점에서 유리하다. 학생 교사 비율은 사립학교에서 훨씬 더 좋으며(공립학교의 경우 1:31~1:37) 사립학교에서는 여성 교사가 더 많다. 어떤 시스템에 더 나은 교육을 받은 교사가 있는지에 대해 약간의 의견 차이가 있다. 최근 DISE 조사에 따르면 훈련을 받지 않은 교사(보조 교사)의 비율은 사립에서 54.91%로 공립학교의 44.88%에 비해 높고, 비보조 학교에서는 2.32%의 교사만이 현직 훈련을 받는데 비해 공립학교의 경우 43.44%이다. . 학교 시장의 경쟁은 치열하지만 대부분의 학교는 수익을 창출한다. 그러나 인도의 사립학교 수는 여전히 적다. 사립학교의 비율은 7%이다(상급 초등 학교 21%, 중등 학교 32% – 출처: 포트리스 팀 연구 ). 공립학교가 무료라는 사실에도 불구하고 가장 가난한 사람들도 종종 사립학교에 다닌다. 한 연구에 따르면 하이데라바드 빈민가의 학생 중 65%가 사립학교에 다니는 것으로 나타났다.
- 원자력 중앙학교 (1969년 설립)
- 발 바라티 공립학교(1944년 설립)
- 바라티야 비디야 바반 (1938년 설립)
- 친마야 비디알라야 (1965년 설립)
- DAV 공립학교 (1886년 설립)
- 델리 공립학교 (1949년 설립)
- 인도 육군 공립학교 (1983년 설립)
- Jawahar Navodaya Vidyalaya (1986년 설립)
- Kendriya Vidyalaya (1963년 설립)
- 파드마 세샤드리 발라 바반 (1958년 설립)
- 인도의 철도 학교 (1873년 설립)
- 라마크리슈나 선교 학교[100][101][102][103] (1922년 설립)
- 라이언 국제학교 (1976년 설립)
- 사이닉 학교 (1960년 설립)
- 사라스와티 시슈 만디르 (1952년 설립)
- Seth MR Jaipuria 학교 (1992년 설립)
- Vivekananda Vidyalaya (1972년 설립)
- Vivekananda Kendra Vidyalaya (1977년 설립)
- Waldorf Schools (인도) (2002년 설립)

### 국제학교
2015년 1월 기준, 국제학교 컨설팅(ISC)[1] 은 인도에 410개의 국제학교가 있는 것으로 집계했다. "영어권 국가가 아닌 곳에서 유치원, 초등 또는 중등 학생을 대상으로 전체 또는 부분적으로 영어로 교육 과정을 제공하거나 영어가 공식 언어 중 하나인 국가의 학교가 해당 국가의 국가 교육 과정이 아닌 영어-중국어 교육 과정을 제공하고 국제적 지향성을 가진 경우 국제학교에 포함된다." 이 정의는 The Economist를 비롯한 여러 출판사에서 사용된다.

### 홈스쿨링
인도 교육 분야의 NGO 활동은 다학년 교육에 대한 시범적 접근 방식, 학습 환경 개선, 교사 훈련 및 지원, 학교-커뮤니티 연결 강화 등 네 가지 영역으로 광범위하게 이루어진다.
교육에 대한 NGO의 참여는 일정 계급, 일정 부족, 도시 빈곤층, 아동 노동에 종사하는 아동, 장애 아동 등과 같은 자원이 부족한 지역 사회에 목표 조치를 제공하는 데 중요했다. Sarva Shiksha Abhiyan(SSA)은 그 역할을 인식했다. NGO는 특히 장애가 있는 학생들의 교육 접근성을 보장하는 역할을 한다. NGO는 장애인 옹호 운동을 주도하거나 농촌 환경에서 장애 아동을 위한 다양한 지원을 제공함으로써 SSA에 기여했다.
SSA에 따라 NGO는 주정부와 협력하여 이주 아동, 아동 노동자, 중퇴자, 시민 불안정 지역에 거주하는 아동, 여아 등 주류 교육에서 제외된 아동에게 접근했다. 교육 및 문해력 분야에서 활동하는 등록된 NGO는 79,960개이다. SSA에 따른 파트너십은 중앙 및 주 정부의 자금 지원, 확인된 국가 및 주 자원 기관의 자금 활동 또는 다양한 마을 교육 위원회의 지역 사회 활동 참여를 통해 이루어질 수 있다.
풀뿌리 교육 NGO는 종종 Panchayati Raj 와 같은 지방 정부 기관을 통해 서비스를 제공하고 품질 보장에 대한 지역 사회 참여를 강조한다. 아동 노동자의 읽기 쓰기 문제를 해결하기 위해 1991년에 설립된 Mamidipudi Venkatarangaiya 재단 (MVF)은 학부모 교사 협회를 활용하여 Panchayat 마을의 감독 하에 프로그램을 위한 초기 자금을 지출한 후 직원 부족과 인프라 부족 문제를 주 정부에 전달했다. . 델리와 뭄바이의 Pratham Educational Initiative는 통합 아동 발달 계획(Integrated Child Development Scheme)과 협력하여 지역사회가 운영하는 유아원 센터나 발와디(Balwadis)를 설립하고 지원한다. Karnataka의 Namma Shaale 프로젝트에 따라 Azim Premji 재단은 학교 프레임워크를 구축하기 위한 작업에서 7명의 주요 이해관계자(어린이, 교사, 부모, 학교 개발 및 모니터링 위원회, 지역사회 기반 조직, Gram Panchayats 및 교육 관리자)를 식별했다. 지역사회 리더십.
NGO는 또한 교사 훈련을 활성화하기 위해 주정부와 협력한다. 지역 교육 훈련 연구소와 수많은 NGO 파트너십이 있었다. Rishi Valley Institute for Educational Resources(RIVER)는 인도의 여러 주의 교육청과 협력하여 원격 원룸 학교의 요구에 맞는 다학년, 다단계 교육 접근 방식을 제공했다. 마디아프라데시의 에클라비아 재단(Eklavya Foundation)은 1987년부터 교육 연구 훈련 국무 위원회와 협력하여 과학 분야의 기술 개발과 실무 학습을 강조함으로써 교사들이 즐거운 학습 경험을 할 수 있도록 훈련해 왔다.
NGO는 역사적으로 대체 교육학적 접근법을 제공하고 주류 교육을 대체하는 비정규 교육(NFE) 프로그램과 연관되어 왔다. 예를 들어, Bharat Gyan Vigyan Samiti는 "국가 통합과 자립을 위한 과학과 문해력" 강조하고 Gyan Vigyan Vidyalayas와 같은 접근법을 사용하여 장기적인 문해력 참여를 장려한다.
교육에 대한 NGO 참여에 관한 연구에서는 초등 교육 제공에 있어 국가의 재정적 책임을 훼손하지 않기 위해 제도적 메커니즘이 필요한 저비용 옵션으로 정규 교육에 NGO 모델을 채택하는 것을 비판했다. NGO 프로그램의 비용 효율성은 아직 결정되지 않았다. NGO가 남반구에서 더 비용 효율적이라는 것을 입증하는 연구에서는 이것이 NGO 직원의 저임금과 같은 윤리적 측면을 삭감함으로써 달성된다는 우려가 제기되었다.

### 고등교육
학생들은 직업 교육이나 대학 교육을 선택할 수 있다.

### 직업교육
인도 전인도 기술 교육 협의회(AICTE)는 2013년에 건축, 엔지니어링, 호텔 경영, 인프라, 약학, 기술, 도시 서비스 및 기타 분야에서 학위, 졸업장, 졸업 후 학위를 제공하는 직업 교육 기관이 4,599개 이상 있다고 보고했다. . 이 학교에는 1,740,000명의 학생이 등록되어 있었다. 기술 학위 및 학위의 연간 총 입학 정원이 3.4를 초과했다.
University Grants Commission(UGC)에 따르면 과학, 의학, 농업 및 공학 분야의 총 등록자는 2010년에 650만 명을 넘어섰다. 공학을 선택하는 여성의 수는 2001년 이후 두 배 이상 증가했다.

### 고등교육
고등 중등 시험 (표준 12 시험)을 통과한 후 학생들은 예술, 상업, 과학 분야의 학사 학위 ( 졸업 )와 같은 일반 학위 프로그램이나 공학, 의학, 간호, 약학, 법과 같은 전문 학위 프로그램에 등록할 수 있다. 인도의 고등 교육 시스템은 중국 과 미국에 이어 세계에서 세 번째로 큰 규모이다. 3차 수준의 주요 관리 기관은 대학 보조금 위원회(인도) (UGC)로, 표준을 시행하고, 정부에 조언하며, 졸업 후 및 박사 과정 (PhD)까지 센터와 주 간의 조정을 돕는다. 고등 교육에 대한 인증은 대학 보조금 위원회 (University Grants Commission)가 설립한 12개 자율 기관에서 감독한다.
IIT( Indian Institute of Technology ) 및 NIT( National Institute of Technology )와 같은 인도의 일부 교육 기관은 공학 학부 교육 수준으로 전 세계적으로 높은 평가를 받고 있다. 인도 과학 연구소 (IISc) 인도 과학 육성 협회 (IACS), 타타 기초 연구 연구소 (TIFR), Harish-Chandra 연구소 (HRI), Jawaharlal Nehru 첨단 센터 등 기타 여러 기초 연구 기관 과학 연구 (JNCASR), 인도 과학 교육 및 연구 연구소 (IISER)도 기초 과학 및 수학 분야의 연구 표준으로 호평을 받고 있다. 그러나 인도는 민간 부문과 공공 부문 모두에서 세계적 수준의 대학을 배출하지 못했다.
학생들에게 경쟁이 치열한 세계적 수준의 교육을 제공하는 일류 대학 외에도 인도에는 쉽게 돈을 벌겠다는 유일한 목표로 설립된 많은 대학이 있다. UGC 및 AICTE와 같은 규제 당국은 제휴나 승인 없이 강좌를 운영하는 사립 대학의 위협을 근절하기 위해 매우 열심히 노력해 왔다. 인도 정부는 대기업과 정치인이 운영하는 이러한 교육 상점을 확인하지 못했다. 많은 사립 대학은 정부 및 중앙 기관(UGC, AICTE, MCI, BCI 등)이 요구하는 기준을 충족하지 못하고 학생들을 태만하게 만든다. 예를 들어, 인도의 많은 교육기관에서는 이에 대한 법적 조치를 보장할 만큼 강력한 법률이 없기 때문에 인증되지 않은 과정을 계속 운영하고 있다. 품질 보증 메커니즘은 고등교육에서의 허위 진술과 부정 행위를 막지 못했다. 동시에 규제 기관, 특히 간주 대학의 경우 부패 혐의로 기소되었다. 견고한 품질 보증 메커니즘이 부족한 상황에서 기관은 더 높은 수준의 자율 규제 기준을 강화하고 설정해야 한다.
인도 정부는 고등 교육 부문의 어려움을 인식하고 개혁을 시도하고 있지만 15개 법안이 여전히 의회에서 논의 및 승인을 기다리고 있다. 가장 많이 거론되는 법안 중 하나는 외국 대학의 인도 진출을 촉진하기 위한 외국 대학 법안(Foreign University Bill)이다. 이 법안은 아직 논의 중이고 통과되더라도 인도에 관심을 갖고 있는 국제 외국 기관의 맥락과 다양성, 세그먼트를 놓치고 있어 타당성과 실효성이 의심스럽다. 인도 고등교육의 국제화를 효과적으로 만드는 접근 방식 중 하나는 우수성을 주입하고 제도적 다양성을 가져오며 역량 구축을 지원하는 일관되고 포괄적인 정책을 개발하는 것이다.
2005년과 2006년에 3개의 인도 대학(인도 공과 대학, 인도 경영 대학, Jawaharlal Nehru University)이 Times Higher Education의 세계 상위 200대 대학 목록에 포함되었다 6개의 인도 기술 연구소와 Birla 기술 및 과학 연구소 —Pilani가 Asiaweek 에 의해 아시아 최고의 20개 과학 및 기술 학교 중 하나로 선정되었다. 하이데라바드에 위치한 인도 경영대학원(Indian School of Business) 은 2010년 런던 파이낸셜 타임스(Financial Times of London)에서 선정한 글로벌 MBA 순위에서 12위에 올랐으며 전인도 의학 연구소(All India Institute of Medical Sciences)는 의학 연구 및 치료 분야의 글로벌 리더로 인정받았다. 뭄바이 대학교는 2012년 미국 뉴스 방송사인 Business Insider 가 선정한 세계 50대 공과 대학 중 41위에 올랐으며, 브라질, 러시아, 인도, 중국, 남아프리카공화국 등 BRICS 신흥 5개국 중 유일한 대학으로 선정되었다. . 2013년 QS BRICS 대학 순위에서 62위를 차지했으며 인도 대학의 QS 대학 순위에서 캘커타 대학 과 델리 대학에 이어 인도에서 3번째로 우수한 종합 학문 대학이었다. 2015년 4월, IIT 봄베이는 세인트 루이스의 워싱턴 대학교 와 함께 최초의 미국-인도 공동 EMBA 프로그램을 시작했다.

### 기술교육
제 1차 5개년 계획부터 인도는 과학적 성향을 지닌 인력 풀을 개발하는 데 중점을 두었다. 인도의 국가 교육 정책(NPE)은 고등 기술 교육의 규제 및 개발을 위한 최고 기관을 마련했으며, 이는 인도 의회의 법안을 통해 1987년 전인 도 기술 교육 위원회 (AICTE)로 탄생했다. 중앙 수준에서는 인도 기술 연구소, 인도 우주 과학 기술 연구소, 국립 기술 연구소 및 인도 정보 기술 연구소가 국가적으로 중요한 것으로 간주된다.
인도 공과 대학 ( IIT )과 국립 기술 연구소 ( NIT )는 미국 최고의 교육 시설 중 하나다.
 UGC는 공동 연구를 촉진하기 위해 인도 전역의 여러 위치에 대학 간 센터를 두고 있다(예: 뉴델리의 Jawaharlal Nehru University의 핵 과학 센터). 게다가 Kanpur에 위치한 Harcourt Butler Technological Institute와 Lucknow에 위치한 King George Medical University와 같이 고등 교육의 중요한 중심지인 영국에 설립된 대학이 있다.
위의 기관 외에도 다음과 같이 인정받는 여러 전문 엔지니어링 협회를 통해 기술 교육 향상을 위한 노력을 보완하고 있다.
1. 엔지니어 협회(인도)
2. 토목공학협회(인도)
3. 기계공학협회(인도)
4. 화학 공학 연구소 (인도)
5. 전자 및 통신 엔지니어 협회(인도)
6. 인도 금속 연구소
7. 산업공학협회(인도)
8. 도시계획연구소(인도)
9. 인도 건축가 협회

기술 자격을 향상시키기를 원하는 실무 전문가를 위해 다양한 수준(학위 및 졸업장)에서 엔지니어링/기술 시험을 실시한다.
전문대학 졸업자 수는 2010년 55만명에서 2011년 70만명 이상으로 증가했다. 그러나 한 연구에 따르면 기술 졸업생의 75%와 일반 졸업생의 85% 이상이 정보 기술과 같이 인도에서 가장 까다롭고 고성장하는 글로벌 산업에 필요한 기술이 부족하다. 이들 첨단 글로벌 정보기술 기업은 약 2.3명을 직·간접적으로 고용하고 있다. 100만 명은 인도 노동력의 1%도 안 되는 숫자이다. 인도는 기술적으로 숙련된 졸업생을 배출하는 세계 최대 규모의 국가 중 하나다. 공학, 과학, 수학 교육을 원하는 학생의 수가 엄청나게 많다는 점을 감안할 때 인도는 품질을 유지하면서 역량을 확장하는 데 어려움을 겪고 있다.

## 학교 교육의 구조
인도의 학교 교육 구조는 일반적으로 기초 단계 5년, 준비 단계 3년, 중간 단계 3년, 중등 단계 4년의 5+3+3+4 구조를 따른다. 전체적인 발달과 비판적 사고에 대해. 그러나 교육 관행은 인도의 주와 교육청에 따라 다를 수 있다는 점에 유의하는 것이 중요하다 .

### 유아교육/초등교육
이 단계는 선택 사항이며 3~6세 어린이를 위한 유아원 및 유치원 교육이 포함된다. 이 프로그램은 유아기 발달에 중점을 두고 정규 학교 교육을 받을 수 있도록 아이들을 준비시킨다.

### 유치원(LKG & UKG)
유치원은 3~4세 아동을 위한 보모나 보육원을 지정한다. 이는 아이들의 초등교육을 준비하는 중요한 기본 구성 요소이다. 아이들은 LKG에서 1년, UKG에서 1년 동안 공부한다.

### 초등교육
초등교육은 일반적으로 6세에 시작하여 1학년부터 5학년까지 5년 간 지속된다. 이 단계에서 가르치는 주요 과목에는 수학, 과학, 사회 과학, 언어(보통 영어 및 지역 언어), 체육이 포함된다. 1~4등급의 교육은 하위 초등교육(LP)으로, 5~7등급의 교육은 상위 초등교육(UP)으로 분류된다.

### 중등/고등학교 교육
중등교육은 보통 12세부터 16세까지 VIII부터 X까지의 학급을 다룬다. 학생들은 추가 언어, 예술, 직업 과목을 포함하여 더 넓은 범위의 과목을 접하게 된다. X 수업이 끝나면 학생들은 각 주 교육청에서 실시하는 중등학교 졸업 증명서 시험 / 중등학교 증명서 (SSLC/SSC) 또는 인도 교육청에서 실시하는 전인도 중등학교 시험(AISSE)과 같은 표준화된 위원회 시험에 자주 응시한다. CBSE(중앙 중등 교육위원회) 또는 CISCE에서 실시하는 ICSE (인도 중등교육 수료증) 시험이다.
인도의 중등학교 교육은 일반적으로 "고등학교" 또는 "중등학교"로 알려져 있다. 이 용어는 초등교육 이후, 중등교육 이전의 교육 단계를 지칭하기 위해 전국적으로 널리 사용된다.

### 고등/중등/중급교육
중등 또는 고등학교 교육을 마친 후 학생들은 XI 및 XII 수업(11~12학년)이 포함된 고등 중등 교육으로 진학한다. 그들은 일반적으로 과학, 상업, 인문학/예술의 세 가지 분야 중 하나를 전문으로 한다. 커리큘럼은 선택한 스트림과 관련된 특정 주제에 더욱 중점을 둔다. XII 수업이 끝나면 학생들은 일반적으로 각 주 위원회에서 실시하는 고등 중등 수료증 시험이나 CBSE 에서 실시하는 전인도 고등학교 수료증 시험(AISSCE) 또는 인도 학교 수료증(ISC) 시험과 같은 위원회 시험에 응시한다.
고등중등교육을 설명하는 데 사용되는 용어는 인도 주마다 다르다. 일반적으로 사용되는 일부 용어에는 Andhra Pradesh, Telangana, Bihar, Uttarakhand 및 Uttar Pradesh의 중급 교육이 포함된다. 아삼(Assam), 마하라슈트라(Maharashtra), 케랄라(Kerala), 타밀나두(Tamil Nadu)의 고등중등교육(HSE); 하리아나, 펀자브, 라자스탄의 고등중등교육 (SSE); Karnataka의 대학 진학 과정 (PUC). 이 용어는 중등교육 이후의 교육 단계를 나타내며 미국 전역의 여러 주에서 사용되는 다양한 용어를 나타낸다. 이러한 스트림의 커리큘럼은 교육 위원회 또는 주 교육 위원회에 따라 다를 수 있다.
12학년을 마친 후 학생들은 자신이 선택한 전공과 진로에 따라 대학이나 전문 기관에서 고등 교육을 받을 수도 있다.

### 대학 진학 과정 또는 중급 교육
카르나타카 및 안드라 프라데시 와 같은 인도의 특정 주에서는 교육 시스템에 중등교육(10학년) 완료 후 2년의 대학 예비 과정(PUC)이 포함된다. PUC는 일반적으로 단기 대학으로 불린다. 학생들은 일반적으로 고등학교와 대학 사이의 가교 역할을 하는 중급 교육을 받기 위해 대학 예비 대학에 등록한다. 대학 진학 준비 시스템을 통해 학생들은 세 가지 주요 학습 과정 중에서 선택할 수 있다.
과학: 이 스트림은 물리학, 화학, 생물학, 수학, 컴퓨터 과학과 같은 과목에 중점을 둔다.
상업: 이 스트림에는 회계학, 경제, 비즈니스 연구, 수학 등의 과목이 포함된다.
예술/인문학: 이 계열의 학생들은 역사, 정치학, 사회학, 경제, 언어 등의 과목을 공부한다.
대학 예비 교육을 마친 학생들은 대학, 전문 대학 또는 기타 전문 기관에서 고등 교육을 받을 수 있다. CBSE(중등 교육 중앙 위원회) 및 CISCE(인도 학교 자격증 시험 위원회)와 같은 중앙 교육 위원회를 포함한 인도의 나머지 주에서는 교육 시스템이 10+2 형식을 따른다. 10년의 초등 및 중등 교육(10학년까지)과 2년의 고등 중등 교육(11 및 12학년)으로 구성된다.

### 직업 교육
정규 학업 커리큘럼 외에도 엔지니어링, 정보 기술, 서비스업, 의료 등과 같은 분야에서 특정 기술과 훈련을 제공하기 위해 다양한 단계에서 직업 교육이 제공된다. 직업 과정은 중등 및 고등 중등 수준 모두에서 제공된다.
교육 관행, 강의 계획서 및 시험은 CBSE, CISCE, 주 위원회 또는 국제 위원회와 같은 교육 위원회에 따라 다를 수 있다는 점에 유의하는 것이 중요하다. 또한 인도에는 IB( International Baccalaureate ), CIE(Cambridge International Examinations) 등 다양한 커리큘럼과 평가 방법을 따르는 대체 교육 시스템이 있다.
고등 교육: 고등 중등 교육 또는 중등 교육을 마친 후 학생들은 대학에서 고등 교육을 받을 수 있다. 고등 교육 옵션에는 학부 프로그램(학사 학위), 대학원 프로그램(석사 학위), 박사 과정(박사)이 포함된다.

### 개방형 및 원격 학습
오픈 스쿨링(Open Schooling)은 개인이 유연하고 확장 가능한 학습 방법을 통해 교육을 추구할 수 있도록 하는 교육 시스템을 의미한다. 주로 업무상, 재정적 제약, 기타 개인적 상황 등 다양한 이유로 정규 학교에 다닐 수 없는 학생들을 대상으로 한다. NIOS( National Institute of Open Schooling )는 인도 교육부 산하의 인도 최대 규모의 개방형 학교 시스템이다. NIOS는 중등(10학년) 및 고급 중등(12학년) 수준에서 다양한 학업 및 직업 과정을 제공한다. 이는 학습자 중심 접근 방식을 따르며 개방형 및 원격 학습 방법을 통해 교육을 제공한다.
NIOS 외에도 케랄라와 같은 일부 주에는 유연한 학습 및 인증을 위한 유사한 기회를 제공하는 자체 개방형 교육 위원회가 있다. NIOS 또는 주립 개방 교육 위원회에서 제공하는 인증서 및 자격은 인도 및 해외의 다양한 교육 기관, 대학에서 인정되며 정규 학교 교육을 통해 획득한 인증서와 동일한 가치를 갖는다. 1.4 수백만 명의 학생들이 개방형 및 원격 학습을 통해 중등 및 고등 중등 수준에 등록되어 있다.
학교 수준에서 NIOS의 개방형 학교 및 기술 교육 위원회(BOSSE)는 학교 교육을 이수하지 못한 사람들에게 지속적인 교육 기회를 제공한다. 2012년에는 여러 주 정부에서도 원격 교육을 제공하기 위해 State Open School 프로그램을 도입했다.
보건복지부와 다양한 교육기관에서 대규모 공개 온라인 강좌를 무료로 제공하고 있다.

### 온라인 교육
인도의 온라인 교육은 코로나19 팬데믹 기간 동안 시작되었다. 그러나 인도 인구 중 소수만이 온라인 교육을 받을 수 있다. MHRD는 최근 ' Bharat Padhe Online ' 프로그램을 시작했다. 인도 정부는 여러 차례의 코로나19 대유행으로 어려움을 겪으면서 전 세계적으로 가장 긴 학교 폐쇄 중 하나를 부과했다. 이러한 학교 폐쇄로 인해 온라인 학습 도구에 적응하는 과정에서 도시와 농촌, 소녀와 소년 사이의 불평등이 드러났다.

## 인도의 청각 장애인 교육

### 인도에서 DHH 인구를 위한 교육의 역사
인도는 8개의 주요 종교, 수백 개의 민족, 21개의 언어와 수백 개의 방언으로 매우 다양하다. 이러한 다양성으로 인해 인도에서는 여러 세대에 걸쳐 청각 장애(DHH) 인구를 교육하는 데 어려움을 겪어 왔다.
인도에서 청각 장애인을 교육한 역사는 있지만, 청각 장애인을 교육하는 데 있어 하나의 명확한 접근 방식은 존재하지 않는다. 이는 전 세계가 직면한 상황과 유사한 상황도 있고 인도만의 특수한 상황도 있기 때문이다. 예를 들어 인도 독립 이전에는 장애인을 위한 명확한 법과 보호 장치가 없었다. 독립 이후 장애인 권리를 위한 진전이 이루어졌지만, 장애인 문제를 완전히 해결하지는 못했다.
독립 이전 인도에는 청각 장애인을 위한 학교가 24곳에 불과했고, 이들 학교는 모두 구두 교육 방식을 사용했다. 수화를 사용하면 청각 장애 아동의 청각 및 언어 발달에 방해가 된다는 믿음이 있었기 때문이다. 또한 인도에는 단일 수화가 없었기 때문에 학교가 위치한 지역에 따라 수화가 달랐다.
독립 이후 DHH 사람들을 위한 더 많은 서비스와 자원이 제공되고 있지만, 교육과 관련된 문제는 여전히 남아 있다. 전국적으로 청각 장애인을 위한 교육의 보급과 질을 향상 시키기 위해 노력하는 단체가 있다.

### DHH 아동을 위한 교육
구술주의와 수화 사용은 DHH 사람들을 위한 교육에 대한 두 가지 경쟁적인 접근 방식이다. 인도에서는 말하기와 듣기를 장려하는 접근 방식인 구술주의가 지배적이지만, 일반적으로 DHH 아동에게는 현실적이지 않는다.
인도 수어가 있지만 정부에서 공식적으로 인정하지 않고 완전하거나 포괄적이지 않는다. 수어는 국가마다 다르며 전문가와 교육자들에 의해 권장되지 않는다. 수화를 사용하면 청각 장애 아동의 잠재적인 청각 및 언어 발달에 방해가 될 것이라는 과거의 믿음이 여전히 남아 있다. 최근 몇 년 동안 인도에서는 수화 사용을 장려하고 학교에서 수화를 가르치려는 움직임이 있었다. 2017년에는 최초의 수어 사전이 출시되었다.
수화와 관련된 이러한 어려움과 신념으로 인해 인도에서 DHH 사람들을 위한 교육은 종종 아이들에게 입술을 듣고, 말하고, 읽는 법을 가르치는 데 중점을 두는데, 이를 구두 접근법이라고 한다.
인도에는 일반 학교와 특수 학교가 있다. 특수 학교는 다양한 장애를 가진 아이들을 위한 교육을 제공한다. 특수 학교는 DHH 아동에게 도움이 될 수 있으며, 일반 학교에서 받는 것보다 더 나은 교육을 제공한다. 하지만 모든 청각 장애 아동이 특수 학교를 이용할 수 있는 것은 아니다. 때때로 특수 학교가 아동의 집에서 너무 멀리 떨어져 있는 경우도 있다. 청각 장애 아동이 일반 학교에 다녀야 하는 또 다른 이유는 청각 기술을 받을 수 있는 경우이다. 인도는 청각 장애인의 청각과 언어에 중점을 두기 때문에 청각 기술을 장려하고 있다. 아동이 보청기 기술을 받으면 일반 학교에 다닐 수 있다고 믿는다. 청각 기술이 있어도 DHH 아동이 성공하기 위해서는 여전히 특수 교육이 필요하다. 이로 인해 일반 학교에서 상당한 불이익을 받으며 학업적, 언어적, 발달적으로 뒤처질 수 있다. 이러한 이유로 많은 청각 장애 아동이 부실한 교육을 받거나 아예 교육을 받지 못하여 청각 장애 아동의 문맹률이 증가하고 있다.
인도의 일반 학교와 농아 학교의 교육에는 문제가 있다. 농아 학교에서도 수화를 가르치고 사용하지 않는 경우가 많다. 일부는 소량의 수화를 사용하지만 인도의 모든 농아 학교는 구두 방식을 사용하거나 사용한다고 주장한다. 일부 농아 학교에서는 인도에서 수화 사용과 장애 전반에 대한 낙인과 믿음 때문에 비밀리에 수화를 가르치기도 한다. 청각 장애 학교의 아이들은 입술과 글자를 듣거나 읽으면서 배워야 한다. 청각 학교의 아이들도 똑같이 해야 한다. 특별한 편의 시설은 없다. 또한 일반 학교에는 수화를 사용하는 교사도 없고(농학교에는 몇 명 있을지도 모르지만) 통역사도 없다.
인도에는 수백 개의 농학교가 있으며, 농인을 위한 직업 훈련이 점점 더 보편화되고 있다.
고등 교육
인도에는 청각 장애인을 위한 대학이 없다. 농인의 교육은 초등학교를 졸업하는 것으로 끝나는데, 이마저도 배우지 못했을 가능성이 높다. 교육이 부족하기 때문에 DHH 사람들은 일자리를 찾는 데 매우 어려움을 겪는다.

## 참고 문헌
- Azam, Mehtabul; Blom, Andreas (December 2008), 《Progress in Participation in Tertiary Education in India from 1983 to 2004》 (PDF), The World Bank
- Basant, Rakesh; Sen, Gitanjali (2014). “Access to Higher Education in India: An Exploration of Its Antecedents”. 《Economic and Political Weekly》 49 (51): 38–45. ISSN 0012-9976. JSTOR 24481151. online
- Bhushan, Sudhanshu. (2019) The Future of Higher Education in India (Springer Singapore)
- Blackwell, Fritz (2004). 《India: A Global Studies Handbook》 (영어). ABC-CLIO. ISBN 978-1-57607-348-3.
- Desai, Sonalde, Amaresh Dubey, B.L. Joshi, Mitali Sen, Abusaleh Shariff and Reeve Vanneman. 2010. India Human Development in India: Challenges for a Society in Transition. New Delhi: Oxford UP.
- Devy, G. N. (2017) The Crisis Within: On Knowledge and Education in India (Aleph Book Company)
- Dharampal (2000). 《The Beautiful Tree》. Indigenous Indian education in the eighteenth century 3. Other India Press  – Internet Archive 경유.
- Elder, Joseph W. (2006). 〈Caste system〉.   Wolpert, Stanley. 《Encyclopedia of India》 1. Thomson Gale. 223–229쪽. ISBN 0-684-31350-2.
- Ellis, Catriona (2009). “Education for All: Reassessing the Historiography of Education in Colonial India”. 《History Compass》 (영어) 7 (2): 363–375. doi:10.1111/j.1478-0542.2008.00564.x.
- India 2009: A Reference Annual (53rd edition), New Delhi: Additional Director General (ADG), Publications Division, Ministry of Information and Broadcasting, Government of India, ISBN 978-81-230-1557-6.
- Koul, Rekha, Geeta Verma, and Vanashri Nargund-Joshi. (2019) Science Education in India: Philosophical, Historical, and Contemporary Conversations (Springer Singapore)
- Kumar, Krishna ed. (2020) The Routledge Handbook of Education in India: Debates, Practices, and Policies (Routledge)
- NSO (2018). Household Social Consumption on Education in India (PDF) (보고서). 2020년 11월 30일에 확인함.
- Passow, A. Harry;  외. (1976). 《The National Case Study: An Empirical Comparative Study of Twenty-One Educational Systems. International Studies in Evaluation VII》 (영어). International Association for the Evaluation of Educational Achievement. Almqvist & Wiksell International. John Wily & Sons. ISBN 9780470150641 – Internet Archive 경유.
- Prabhu, Joseph (2006), "Educational Institutions and Philosophies, Traditional and Modern", Encyclopedia of India (vol. 2) edited by Stanley Wolpert, 23–28, Thomson Gale: ISBN 0-684-31351-0.
- Pathania, Rajni. "Literacy in India: Progress and Inequality." Bangladesh e-Journal of Sociology 17.1 (2020) online.
- Raman, S.A. (2006). "Women's Education", Encyclopedia of India (vol. 4), edited by Stanley Wolpert, 235–239, Thomson Gale: ISBN 0-684-31353-7.
- Rosser, Yvette Claire (2003). 《Curriculum as Destiny: Forging National Identity in India, Pakistan, and Bangladesh》 (PDF) (Dissertation). University of Texas at Austin. 2008년 9월 11일에 원본 문서 (PDF)에서 보존된 문서. 2008년 9월 11일에 확인함.
- Setty, E. D.; Ross, E. L. (1987). “A Case Study in Applied Education in Rural India”. 《Community Development Journal》 (Oxford University Press) 22 (2): 120–129. doi:10.1093/cdj/22.2.120. ISSN 0010-3802. JSTOR 44258527.
- Sripati, V. and Thiruvengadam, A.K. (2004), "India: Constitutional Amendment Making The Right to Education a Fundamental Right", International Journal of Constitutional Law, 2#1: 148–158.
- Subramanian, Ajantha. (2019) The caste of merit : engineering education in India (Harvard University Press)
- Suri, R.K. and Kalapana Rajaram, eds. "Infrastructure: S&T Education", Science and Technology in India (2008), New Delhi: Spectrum, ISBN 81-7930-294-6.
- Tilak, Jandhyala B.G. (2020) Universal Secondary Education in India: Issues, Challenges and Prospects (Springer Singapore)
- Tilak, Jandhyala B.G. (2015) "How inclusive is higher education in India?." Social Change 45.2 (2015): 185–223 online.
- Vrat, Prem (2006), "Indian Institutes of Technology", Encyclopedia of India (vol. 2) edited by Stanley Wolpert, 229–231, Thomson Gale: ISBN 0-684-31351-0.